# Parafia św. Michała Archanioła w Umieniu
Parafia Świętego Michała Archanioła w Umieniu – rzymskokatolicka parafia położona na terenie gminy Olszówka. Administracyjnie należy do diecezji włocławskiej (dekanat kłodawski). Zamieszkuje ją 2218 wiernych.

Kościół założyli zapewne dziedzice wsi już w XIV w. W r. 1443 i następnych toczy się proces, o który aż w Rzymie się rozstrzyga, o dziesięciny ze wsi Głębokie i Drzewce pomiędzy proboszczem z Umienia a kollegium wikaryuszów łęczyckich. Proboszcz przegrał sprawę i musiał zapłacić 23 grzywien kosztów. Na początku XVI w. stoi w Umieniu kościół p. w. św. Michała. Patronat mają dziedzice wsi. Uposażenie proboszcza stanowią trzy łany z łąkami, place, ogrody, plac pod karczmę, pusty. (...) obecny kościół pochodzi z XVII w. odbudowany 1756, odnow. 1864r. Antepedyum wielkiego ołtarza ma herb z cyframi fundatora. (Łaski, L.B. II, 144 i przypisy) W r. 1830 spaliły się wraz z plebanią księgi kościelne.

Odpust parafialny odbywa się we wspomnienie Świętego Michała Archanioła - 29 września.

## Duszpasterze
- proboszcz: ks. Mariusz Ponikierski (od 2019)

## Kościoły
- kościół parafialny: Kościół św. Michała Archanioła w Umieniu